# ティトゥスの凱旋門
ティトゥスの凱旋門（ティトゥスのがいせんもん、ラテン語: Arcus Titi，イタリア語: Arco di Tito）は、イタリア・ローマのフォルム・ロマヌムにある古代ローマ時代の凱旋門。82年、ローマ帝国第11代皇帝ドミティアヌスにより、先代皇帝でドミティアヌスの兄でもあるティトゥスのエルサレム攻囲戦等での戦功を称えるため建てられた。
この凱旋門は、16世紀以降に建てられることとなる凱旋門のスタイルの手本とされ、その中には有名なパリのエトワール凱旋門などがある。
中世、フランジパニ家が、この凱旋門を砦に造り替えた。また、近世において初めて復元作業が行われた建物のうちのひとつでもある。修復事業は、ローマ教皇ピウス7世のもとで1817年に建築家ラファエル・スターン（Raffaele Stern）が取り掛かり、ジュゼッペ・ヴァラディエールが引き継いで、1821年に（建設時と異なる方式の）トラバーチンを用いた組積造にて完了した。
凱旋門に使われている円柱は、縦溝の有るものと無いものがあり、後者は19世紀の修復で造られたものである。

## 碑文
フォルム・ロマヌムの広場側の碑文は
SENATVS
POPVLVSQVE·ROMANVS
DIVO·TITO·DIVI·VESPASIANI·F
VESPASIANO·AVGVSTO
（日本語直訳）ローマの元老院と市民が、神ウェスパシアヌスの子、神ティトゥス・ウェスパシアヌス・アウグストゥスに（捧げる）
逆側の碑文は19世紀の修復時に刻まれたもので
INSIGNE · RELIGIONIS · ATQVE · ARTIS · MONVMENTVM
VETVSTATE · FATISCENS
PIVS · SEPTIMVS · PONTIFEX · MAX
NOVIS · OPERIBVS · PRISCVM · EXEMPLAR · IMITANTIBVS
FVLCIRI · SERVARIQVE · IVSSIT
ANNO · SACRI · PRINCIPATVS · EIVS · XXIIII
（日本語直訳）教皇ピウス7世は、彼の聖なる治世の24年目、時を経て劣化している宗教的にも芸術的にも稀有な記念碑が、古代の形式を新たな作業で模倣することで補強、保存されるよう命じた。

## ギャラリー

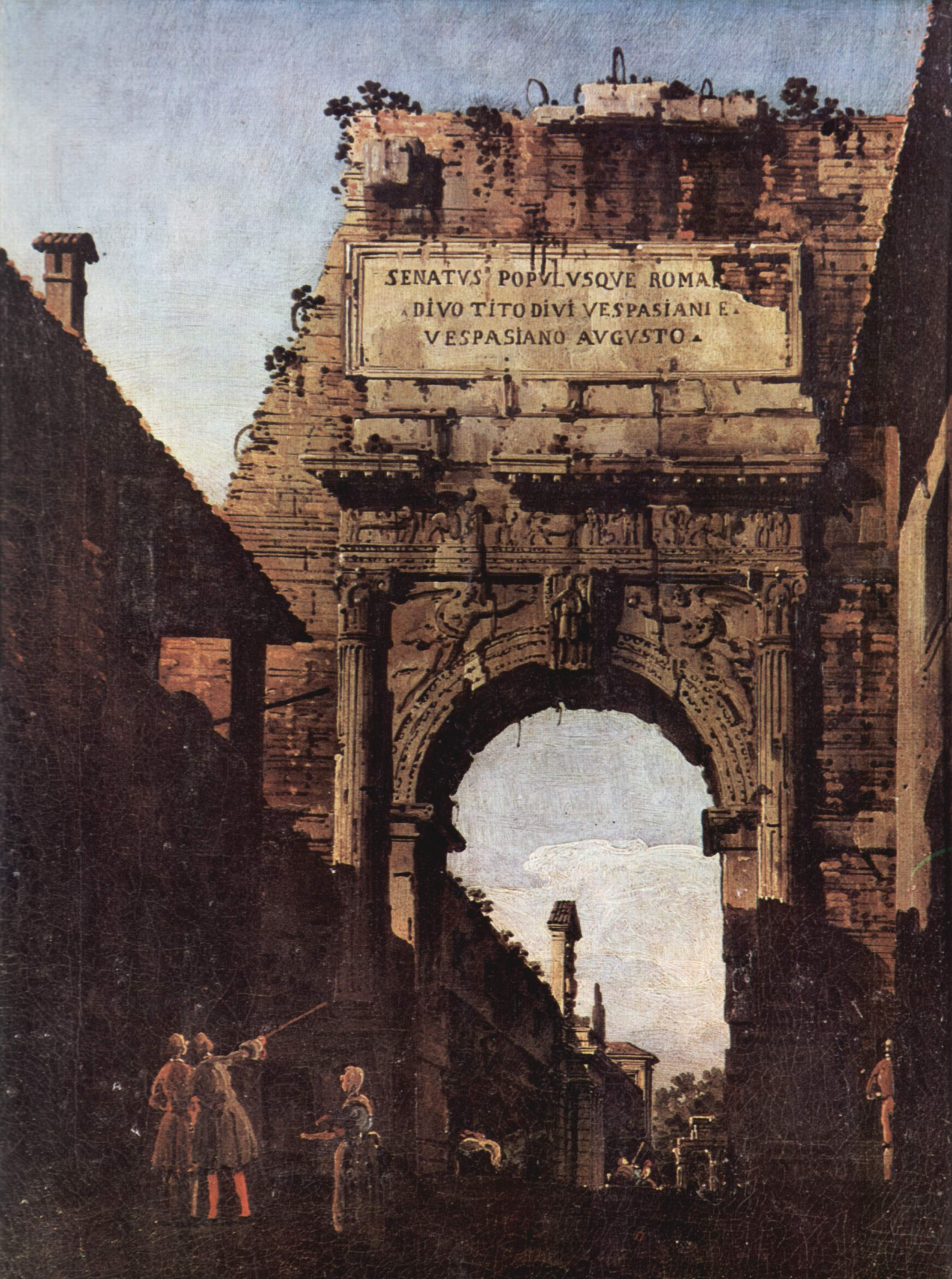
修復前の18世紀の姿
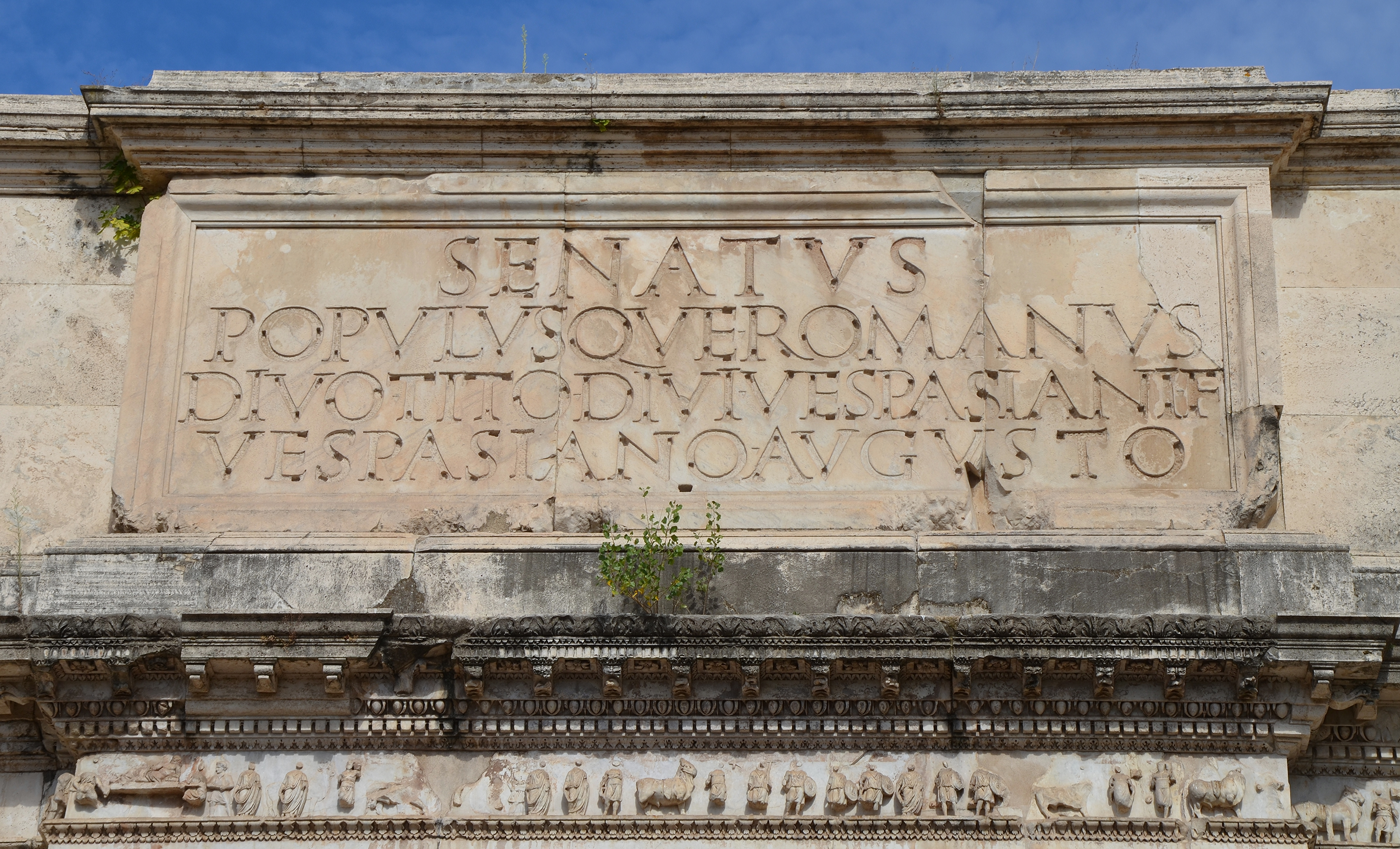
ローマの元老院と市民の碑文
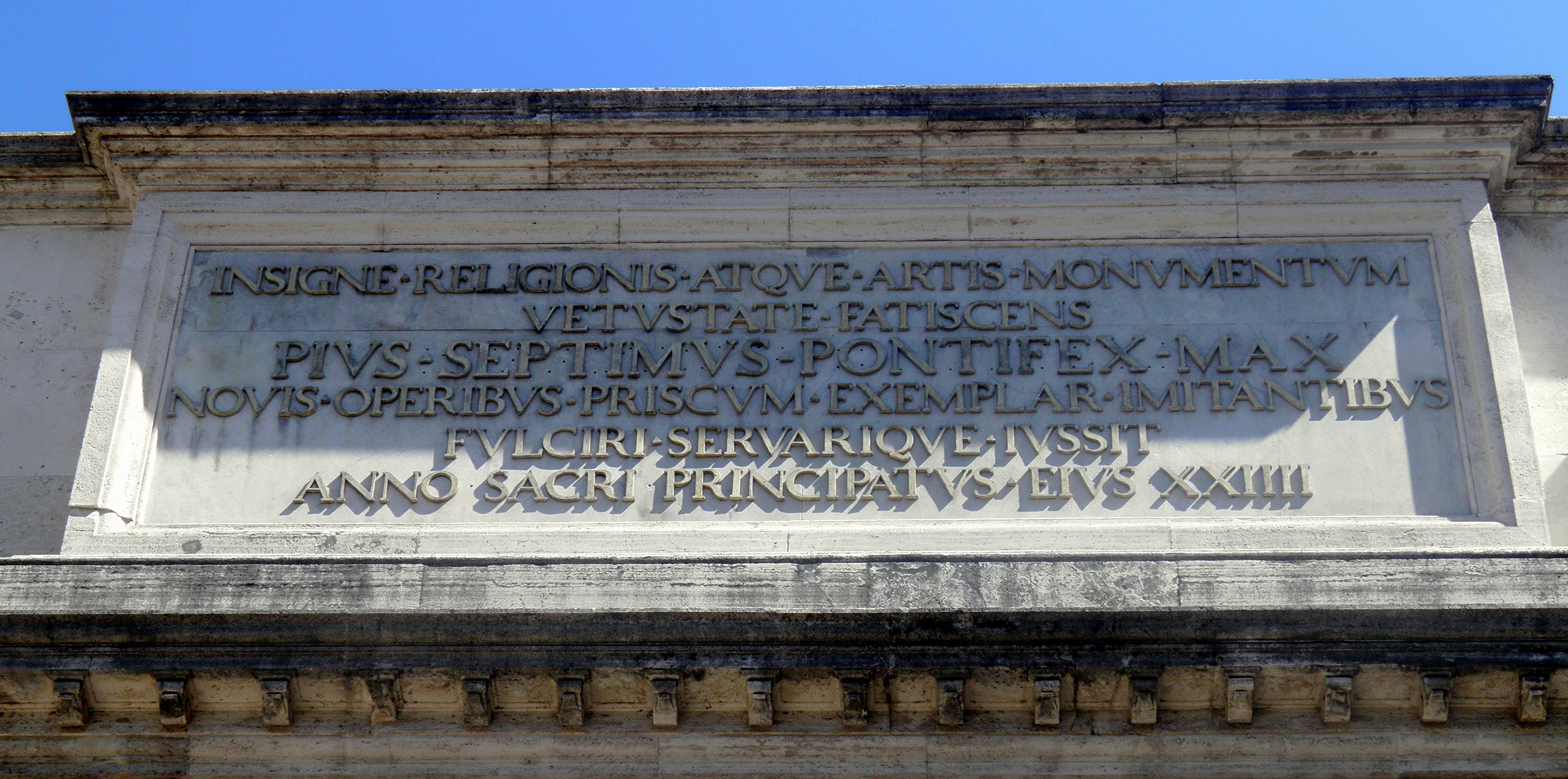
修復後に刻まれた碑文
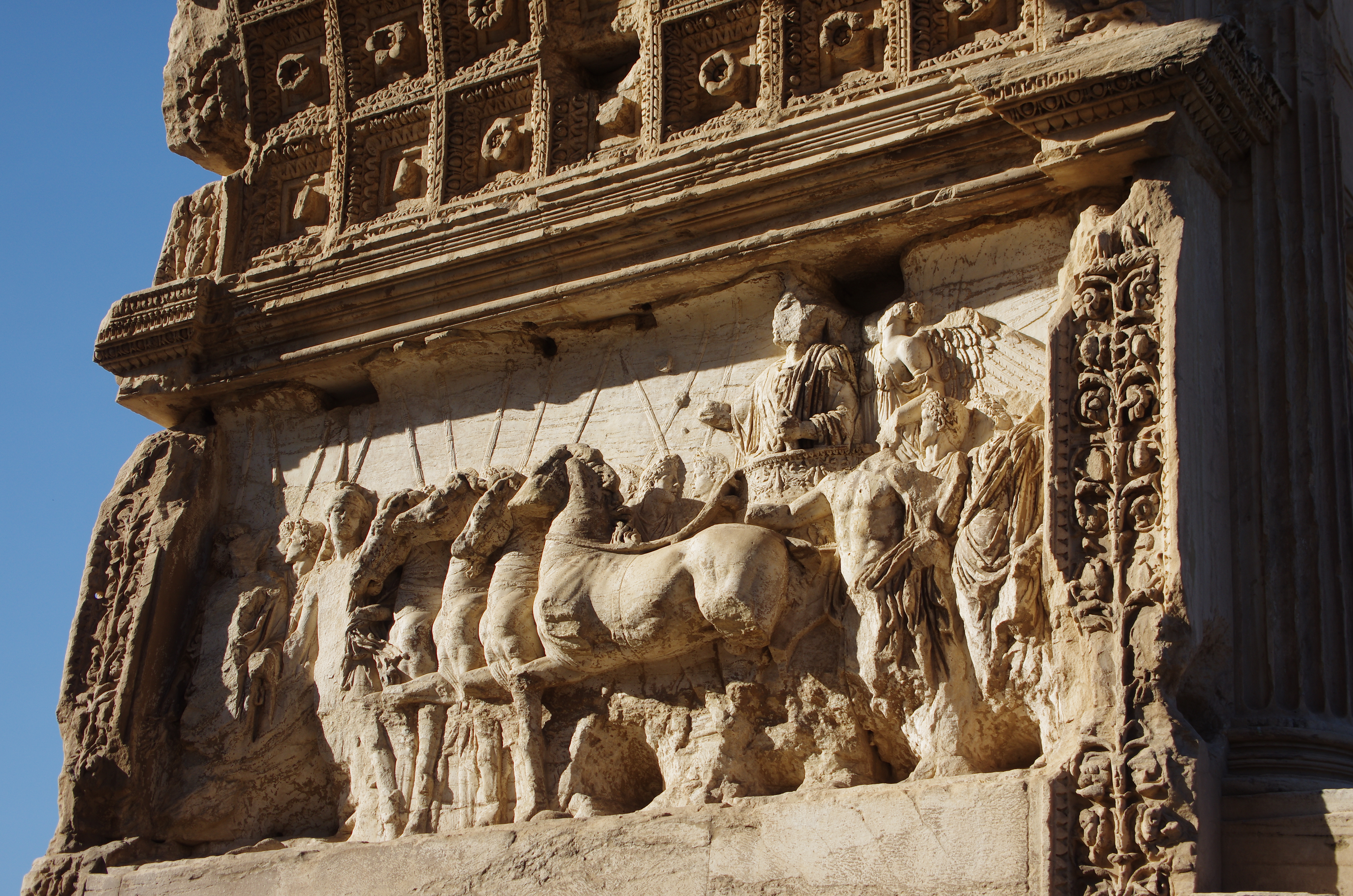
ティトゥスの凱旋式の様子。クアドリガに乗っている